# Inmigración china en la Comunidad Valenciana
La inmigración china en la Comunidad Valenciana o País Valenciano se refiere a un movimiento migratorio que tuvo lugar durante la segunda mitad del siglo XX y el siglo XXI. Se han producido tres oleadas de inmigración, dando como resultado la aparición de la primera generación de valencianos de origen chino en torno al siglo XXI. En 2019, había en el territorio valenciano alrededor de 20.000 chinos (el 10% de los chinos residentes en España), establecidos la mitad de ellos en el área metropolitana de Valencia.